# Rubus lambertianus
Rubus lambertianus är en rosväxtart som beskrevs av Nicolas Charles Seringe. Rubus lambertianus ingår i släktet rubusar, och familjen rosväxter.

## Underarter
Arten delas in i följande underarter:
- R. l. glandulosus
- R. l. paykouangensis